# Anselme Vinée
Anselme Vinée (Loudun, 1847 - 1921) fou un compositor francès.
Deixeble d'Ernest Guiraud, a París, on anà a establir-se, es donà conèixer com a compositor i musicògraf.
És autor de:
- dues Suites, per a orquestra (Paysage i Bretagne),
- un Sextet per a piano i instruments de vent,
- Un trio Sérénade', per a piano o arpa, flauta i corn anglès,
- Lamento, per a violoncel i orquestra,
- Sonates, per a violí sol,
- Duos, per a violins i violí i violoncel o viola,
- Variacions, per a piano i trompeta,
- Melodies vocals, etc.

## Com a teòric
- Essai d'un système général de musique, (1901),
- Principes du système musical, (París, 1910)